# André Louis de Saint-Simon
Sandricourt André Louis, chevalier de Saint-Simon, né le 27 mai 1771 à Paris et mort vers le 10-12 avril 1799 à Jaffa est un économiste français.

## Biographie
Il est le frère cadet du célèbre économiste Claude Henri de Saint-Simon.
Après l'occupation par Bonaparte de l'archipel maltais, la capitulation du grand maître Ferdinand von Hompesch et l’expulsion de l'Ordre, il suit l'expédition française en Égypte, et est intégré dans la Commission des sciences et des arts comme économiste.
Il meurt de la peste à Jaffa.